# Eugênio Luis Müller
Eugênio Luis Müller ( 13 novembre 1856 Itajaí - 29 mai 1936 Rio de Janeiro) est un homme politique brésilien, vice-gouverneur de l'État de Santa Catarina de 1910 à 1914, pendant le mandat de Vidal José de Oliveira Ramos.